# Aloe steffanieana
Aloe steffanieana ist eine Pflanzenart der Gattung der Aloen in der Unterfamilie der Affodillgewächse (Asphodeloideae). Das Artepitheton steffanieana ehrt die am Botanischen Garten Heidelberg für die Pflege der Madagaskarsammlung zuständige Gartenbauerin Steffanie Paulsen.

## Beschreibung

### Vegetative Merkmale
Aloe steffanieana wächst stammbildend. Die nicht verzweigten Triebe erreichen eine Länge von bis zu 15 Zentimeter und sind 2 bis 3 Zentimeter dick. Die lanzettlichen Laubblätter bilden eine Rosette. Die grüne Blattspreite ist bis zu 35 Zentimeter lang und 3,5 Zentimeter breit. Die dreieckigen, hellgelben Zähne am Blattrand sind klein.

### Blütenstände und Blüten
Der aufrechte, einfache Blütenstand erreicht eine Länge von bis zu 80 Zentimeter. Die ziemlich dichten, etwas kopfigen Trauben sind 7 Zentimeter lang. Die Brakteen weisen eine Länge von 10 Millimeter auf und sind 7 Millimeter breit. Die an ihrer Basis rötlichen Blüten sind darüber cremeweiß und stehen an 4 Millimeter langen Blütenstielen. Sie sind 35 Millimeter lang und an ihrer Basis gerundet. Auf Höhe des Fruchtknotens weisen die Blüten einen Durchmesser von 5 bis 10 Millimeter auf. Darüber sind sie leicht verengt und schließlich zur Mündung erweitert. Ihre äußeren Perigonblätter sind auf einer Länge von 15,5 Millimetern nicht miteinander verwachsen. Die Staubblätter und der Griffel ragen etwa 10 Millimeter aus der Blüte heraus.

## Systematik und Verbreitung
Aloe steffanieana ist auf Madagaskar auf nackten Granitfelsen in Meeresnähe in Höhen von etwa 50 bis 100 Metern verbreitet.
Die Erstbeschreibung in der fehlerhaften Schreibweise Aloe steffaniana durch Werner Rauh wurde im Jahr 2000 veröffentlicht. Ein nomenklatorisches Synonym ist Aloe versicolor var. steffanieana (Rauh) J.-B. Castillon & J.-P. Castillon (2010).

## Nachweise